# Ніхалой
Ніхалой (рос. Нихалой) — село у Шатойському районі Чечні Російської Федерації.
Населення становить 521 особу. Входить до складу муніципального утворення Нихалойське сільське поселення.

## Історія
Згідно із законом від 20 лютого 2009 року органом місцевого самоврядування є Нихалойське сільське поселення.

## Населення
| 1990 | 2002 | 2010 | 2012 | 2013 | 2014 | 2015 |
| ---- | ---- | ---- | ---- | ---- | ---- | ---- |
| 294  | ↘262 | ↗443 | ↗465 | ↗474 | ↗492 | ↗502 |
| 2016 | 2017 | 2018 | 2019 |      |      |      |
| ↗517 | ↘516 | ↗517 | ↗521 |      |      |      |